# Игры Юго-Восточной Азии 2013
27-е Игры Юго-Восточной Азии прошли с 11 по 22 декабря 2013 года в Мьянме. Столицей игр был город Нейпьидо, однако состязания по парусному спорту проходили в прибрежном Нгвезаунге (возле Бассейна), соревнования по футболу - в Мандалае и Янгоне; также в Янгоне проходили соревнования по борьбе, кэмпо, бодибилдингу, тяжёлой атлетике, стрельбе и хоккею на траве.

## Виды спорта
Организаторы не стали включать в программу Игр пляжный волейбол и спортивные танцы, так как сочли используемую в них одежду неподходящей для мьянманских женщин; также из программы были исключены теннис и гимнастика. В качестве показательного вида спорта был включён флорбол. Неоднозначную реакцию вызвало решение организаторов включить в программу такие традиционные мьянманские виды спорта, как чинлон (танцевальная игра в мяч) и ситтуйин (разновидность шахмат), с которыми практически не были знакомы участники из других стран.
- Бадминтон
- Бандо
- Баскетбол
- Бильярд и снукер
- Бодибилдинг
- Бокс
- Борьба
- Велоспорт
- Вовинам
- Водные виды спорта
  - Водное поло
  - Плавание
  - Прыжки в воду
- Волейбол
- Гольф
- Гребля на байдарках и каноэ
- Дзюдо
- Драгонбот
- Каратэ
- Конный спорт
- Кэмпо
- Лёгкая атлетика
- Настольный теннис
- Парусный спорт
- Пенчак силат
- Петанк
- Пулевая стрельба
- Сепак такро
- Стрельба из лука
- Тхэквондо
- Тяжёлая атлетика
- Ушу
- Футбол
- Футзал
- Хоккей на траве
- Чинлон
- Шахматы

## Итоги Игр
| Место | Страна          | Золото | Серебро | Бронза | Всего |
| ----- | --------------- | ------ | ------- | ------ | ----- |
| 1     | Таиланд         | 107    | 94      | 81     | 282   |
| 2     | Мьянма          | 86     | 62      | 85     | 233   |
| 3     | Вьетнам         | 74     | 85      | 86     | 245   |
| 4     | Индонезия       | 65     | 84      | 111    | 260   |
| 5     | Малайзия        | 43     | 38      | 77     | 158   |
| 6     | Сингапур        | 34     | 29      | 45     | 108   |
| 7     | Филиппины       | 29     | 34      | 38     | 101   |
| 8     | Лаос            | 13     | 17      | 49     | 79    |
| 9     | Камбоджа        | 8      | 11      | 28     | 47    |
| 10    | Восточный Тимор | 2      | 3       | 5      | 10    |
| 11    | Бруней          | 1      | 1       | 6      | 8     |
| Всего | Всего           | 461    | 459     | 611    | 1531  |